# Sébastien Charpentier
Sébastien Charpentier (La Rochefoucauld, 26 marzo 1973) è un pilota motociclistico francese ritiratosi dall'attività agonistica, campione mondiale Supersport nel 2005 e 2006. È stato il primo pilota francese a vincere due titoli mondiali in un campionato motociclistico di velocità.

## Carriera

### Gli inizi: titolo nazionale e prima vittoria iridata
Ha iniziato la carriera motociclistica nei campionati di velocità nazionali, vincendo nel 1996 la Coppa francese Honda CB 500. Lo stesso anno avviene il debutto in campo internazionale grazie alla partecipazione a una prova del mondiale Endurance. Parteciperà saltuariamente ad alcune gare di questa disciplina anche nelle successive due stagioni. Chiude inoltre all'ottavo posto la tappa francese del campionato Europeo Velocità della categoria Superbike.
 Nel 1997 prende parte al campionato europeo Supersport vincendo una gara, prima di passare al mondiale nel 1998 con il team Honda Reflex. Proprio nel '98 coglie la sua prima vittoria iridata sulla pista tedesca del Nürburgring.

### 1999-2003 anni diffcili
Nelle stagioni 1999 e 2000 passa al team Elf France, sempre su Honda CBR 600F, ma si tratta di stagioni difficili (la prima verrà chiusa al 19º posto, la seconda non ottiene nessun punto iridato). Nel '99 corre anche nel campionato spagnolo della categoria Supersport, finendo 16º nella classifica generale. Unica soddisfazione la vittoria della 24 ore di Le Mans valida per il mondiale Endurance del 2000 in squadra con William Costes e Sébastien Gimbert su una VTR 1000: sarà decimo a fine stagione avendo partecipato solo alle prove di casa (Le Mans e il Bol d'Or).
Il 2001 vede il francese lontano dal mondiale, infatti passa la stagione nel campionato spagnolo Supersport chiudendo 25º nella graduatoria piloti. Vince però nuovamente la 24 ore di Le Mans in squadra con i connazionali Sébastien Gimbert e Fabien Foret su Honda. La stagione seguente è di nuovo impegnato nel mondiale delle derivate di serie: finisce in ventottesima posizione. Ma le stagioni deludenti sono ormai al termine e gli anni seguenti sono un crescendo: 7º nel 2003 e 4º nel 2004 con il team Klaffi Honda.

### I due titoli consecutivi
Il 2005 è l'anno della consacrazione, corre per il team Winston Ten Kate Honda con compagno di squadra il giapponese Katsuaki Fujiwara, con il quale il francese coglie 6 vittorie e il titolo mondiale. Nel 2006 è di nuovo iridato nonostante una stagione sfortunata, si frattura il bacino durante una sessione di prove a Brno ed è costretto a saltare la successiva gara di Misano. Non riesce a concludere nemmeno la gara seguente e perde il primato in classifica generale a vantaggio di Kevin Curtain su Yamaha R6. Nell'ultima prova, in Francia, i due si giocano il titolo, ma l'australiano (che sembra in difficoltà sin dalle qualifiche) cade al 7º giro lasciando via libera a Charpentier che diventa campione del mondo per la seconda volta.
L'anno seguente è di nuovo pilota del team Ten Kate con compagno di squadra Kenan Sofuoğlu, ma una nuova frattura del bacino lo costringe a una stagione opaca, ed a lasciare il titolo proprio al turco. A fine stagione la decisione del ritiro dalle competizioni mondiali come pilota professionista, restando nel team Ten Kate Racing come consulente tecnico. Nel 2009 torna a fare il pilota nel mondiale Endurance, e corre di nuovo la 24 ore di Le Mans con una Honda insieme a Matthieu Lagrive e Steve Plater finendo al 2º posto.

### Il temporaneo ritorno con Triumph
Nel 2010 ritorna al mondiale Supersport con una Triumph Daytona 675 del team ParkinGO Triumph BE1. Ma si tratta solo di una fugace apparizione, dopo il primo gran premio in Australia rescinde il contratto, preferendo l'offerta della BMW per disputare il mondiale Endurance. Il francese, in realtà, non debutterà mai con la quattro cilindri di Monaco: a Le Mans gli verrà preferito il connazionale Bertrand Stey e il team (ufficiale Michelin) si scioglierà subito dopo la prima gara. Terminata la propria carriera agonistica si cimenta nelle corse in montagna.

## Risultati in gara

### Campionato mondiale Supersport
| 1998 | Moto  |    |    |     |   |     |     |    |    |     |     |  |  |  |  | Punti | Pos. |
| ---- | ----- | -- | -- | --- | - | --- | --- | -- | -- | --- | --- |  |  |  |  | ----- | ---- |
| 1998 | Honda | 19 | NQ | Rit | 1 | Rit | Rit | 16 | 14 | Rit | Rit |  |  |  |  | 27    | 13º  |

| 1999 | Moto  |  |    |    |    |    |     |     |   |    |    |    |  |  |  | Punti | Pos. |
| ---- | ----- |  | -- | -- | -- | -- | --- | --- | - | -- | -- | -- |  |  |  | ----- | ---- |
| 1999 | Honda |  | 24 | 23 | NQ | 16 | Rit | Rit | 9 | 10 | 14 | 11 |  |  |  | 20    | 19º  |

| 2000 | Moto  |     |     |    |     |    |     |    |     |    |     |     |  |  |  | Punti | Pos. |
| ---- | ----- | --- | --- | -- | --- | -- | --- | -- | --- | -- | --- | --- |  |  |  | ----- | ---- |
| 2000 | Honda | Rit | Rit | 16 | Rit | 25 | Rit | 16 | Rit | 16 | Rit | Rit |  |  |  | 0     |      |

| 2002 | Moto  |  |  |  |  |    |    |    |    |    |    |     |  |  |  | Punti | Pos. |
| ---- | ----- |  |  |  |  | -- | -- | -- | -- | -- | -- | --- |  |  |  | ----- | ---- |
| 2002 | Honda |  |  |  |  | 15 | 16 | NQ | 22 | 14 | 13 | Rit |  |  |  | 6     | 28º  |

| 2003 | Moto  |  |  |    |   |   |    |    |   |   |   |   |  |  |  | Punti | Pos. |
| ---- | ----- |  |  | -- | - | - | -- | -- | - | - | - | - |  |  |  | ----- | ---- |
| 2003 | Honda |  |  | 19 | 6 | 9 | 18 | 12 | 3 | 5 | 5 | 4 |  |  |  | 72    | 7º   |

| 2004 | Moto  |    |   |     |   |   |   |   |   |   |   |  |  |  |  | Punti | Pos. |
| ---- | ----- | -- | - | --- | - | - | - | - | - | - | - |  |  |  |  | ----- | ---- |
| 2004 | Honda | SQ | 5 | Rit | 4 | 3 | 8 | 2 | 2 | 3 | 3 |  |  |  |  | 120   | 4º   |

| 2005 | Moto  |   |   |   |   |   |   |   |   |   |     |    |  |  |  | Punti | Pos. |
| ---- | ----- | - | - | - | - | - | - | - | - | - | --- | -- |  |  |  | ----- | ---- |
| 2005 | Honda | 2 | 1 | 1 | 2 | 1 | 1 | 1 | 1 | 2 | Rit | NP |  |  |  | 210   | 1º   |

| 2006 | Moto  |   |   |   |   |   |     |    |   |   |     |   |   |  |  | Punti | Pos. |
| ---- | ----- | - | - | - | - | - | --- | -- | - | - | --- | - | - |  |  | ----- | ---- |
| 2006 | Honda | 1 | 1 | 1 | 3 | 1 | Inf | 11 | 6 | 4 | Rit | 1 | 1 |  |  | 194   | 1º   |

| 2007 | Moto  |     |   |    |  |   |     |     |    |   |    |   |   |     |  | Punti | Pos. |
| ---- | ----- | --- | - | -- |  | - | --- | --- | -- | - | -- | - | - | --- |  | ----- | ---- |
| 2007 | Honda | Rit | 4 | NP |  | 6 | Rit | Rit | 10 | 8 | SQ | 9 | 9 | Rit |  | 51    | 11º  |

| 2010 | Moto    |    |  |  |  |  |  |  |  |  |  |  |  |  |  | Punti | Pos. |
| ---- | ------- | -- |  |  |  |  |  |  |  |  |  |  |  |  |  | ----- | ---- |
| 2010 | Triumph | 13 |  |  |  |  |  |  |  |  |  |  |  |  |  | 3     | 33º  |

| Legenda | 1º posto        | 2º posto            | 3º posto           | A punti      | Senza punti        | Grassetto – Pole position Corsivo – Giro più veloce |
| Legenda | Gara non valida | Non qual./Non part. | Ritirato/Non class | Squalificato | '-' Dato non disp. | Grassetto – Pole position Corsivo – Giro più veloce |